# Debarské jezero

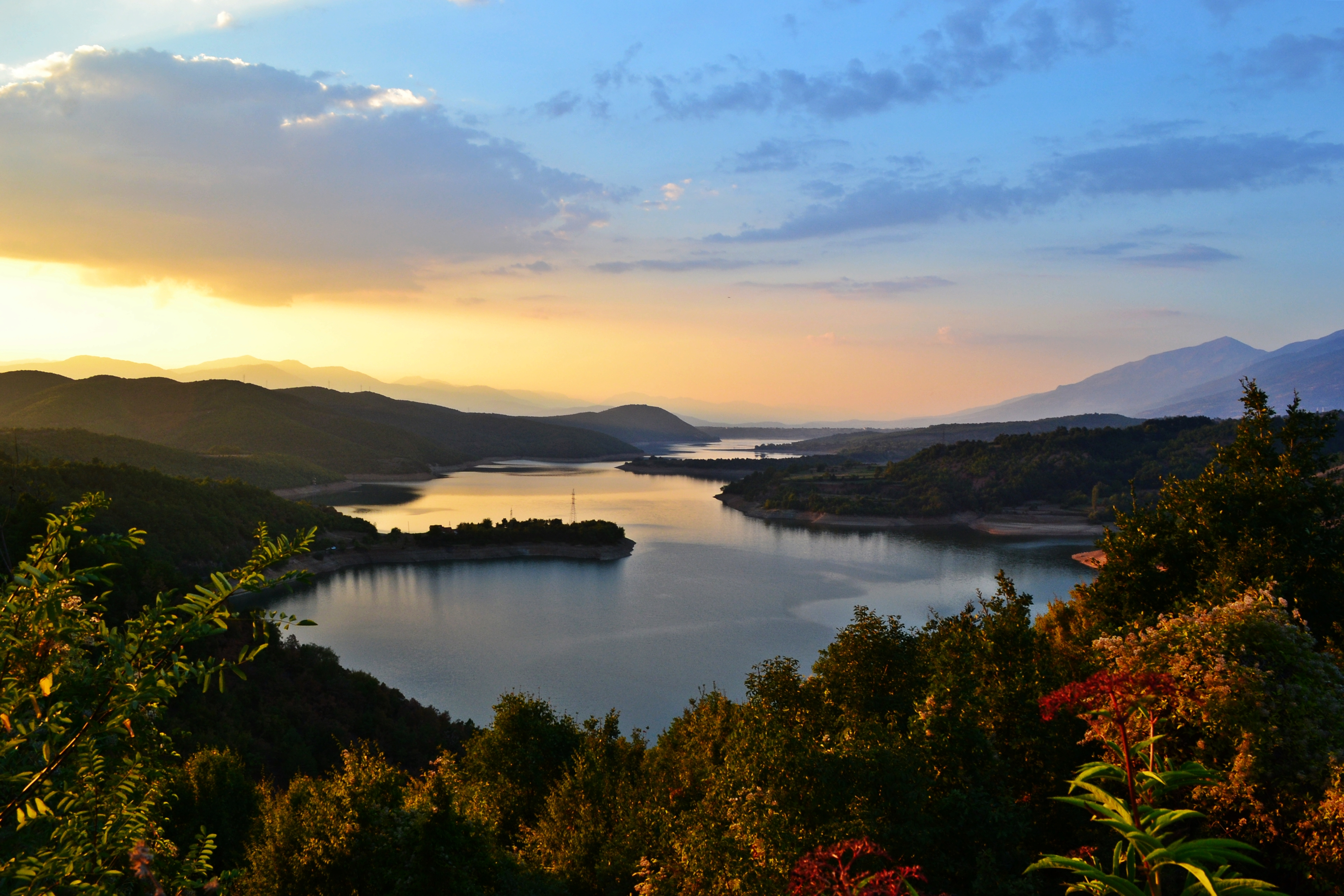
Jižní část jezera.

Debarské jezero (makedonsky Дебарско Езеро, albánsky Liqeni i Dibrës) je umělé jezero na západě Severní Makedonie, v blízkosti města Debar, u hranice s Albánií. Vzniklo zahrazením soutoku řek Radika a Crn Drim v blízkosti města Debar a albánské hranice. Jezero má plochu o rozloze 13,2 km2, hloubku až 90 m a jeho hladina leží v nadmořské výšce 580 m. Je severojižního tvaru, jeho délka činí cca 15 km a šířka 3 km.
Jezero končí severně od města Debar, kde se nachází přehradní hráz elektrárny HE Štilje. Jezero bylo napuštěno v roce 1969 po dokončení přehrady o výšce 102 m.
Objem jezera činí 223 milionů m3, což z něj činí jezero s největším objemem vody v Makedonii. Je možné jej napustit až na objem 520 milionů m3, nicméně používá se nižší objem. Průměrná teplota vody v jezeře činí 14,4 °C, minimální 3 °C a maximální 23,9 °C Průzračnost vody se pohybuje od 4,4 m v centrální části až po 2,5 m u břehu.
Nedaleko od východního břehu jezera se nachází Debarský ostrov, 1 km severozápadně od vesnice Pralenik. Dobře je přístupné od jižního okraje města Debar. Po jeho západním břehu vede silnice spojující město Debar s Ochridským jezerem.